# Gruemirë
Gruemirë is een plaats en voormalige gemeente in de stad (bashkia) Malësi e Madhe in de prefectuur Shkodër in Albanië. Sinds de gemeentelijke herindeling van 2015 doet Gruemirë dienst als deelgemeente en is het een bestuurseenheid zonder verdere bestuurlijke bevoegdheden. De plaats telde bij de census van 2011 8890 inwoners.

## Bevolking
In de volkstelling van 2011 telde de (voormalige) gemeente Gruemirë 8.890 inwoners, een daling vergeleken met 9.832 inwoners op 1 april 2001. De bevolking bestond uit etnische Albanezen (96,34%), gevolgd door Montenegrijnen (0,53%) en een klein aantal Aroemenen (4 personen, 0,04%). Gruemirë heeft op, Qendër na, het hoogste percentage Montenegrijnen in Albanië.

### Religie
De islam was in 2011 de grootste religie in Gruemirë, met 69% van de bevolking. De grootste minderheidsreligie was de Katholieke Kerk (26%).
| Religieuze samenstelling in de plaats (bashki) Gruemirë | Religieuze samenstelling in de plaats (bashki) Gruemirë | Religieuze samenstelling in de plaats (bashki) Gruemirë | Religieuze samenstelling in de plaats (bashki) Gruemirë | Religieuze samenstelling in de plaats (bashki) Gruemirë | Religieuze samenstelling in de plaats (bashki) Gruemirë |
| Deelgemeente                                            | Aantal inwoners (census 2011)                           | Islam (%)                                               | Katholieke Kerk (%)                                     | Albanees-Orthodoxe Kerk (%)                             | Bektashi (%)                                            |
| ------------------------------------------------------- | ------------------------------------------------------- | ------------------------------------------------------- | ------------------------------------------------------- | ------------------------------------------------------- | ------------------------------------------------------- |
| Gruemirë                                                | 8890                                                    | 69,19                                                   | 26,13                                                   | 0,71                                                    | -                                                       |